# 9 Lives (album AZ)
9 Lives – trzeci album studyjny amerykańskiego rapera AZ

## Lista utworów
| Nr | Tytuł                     | Czas | Producent                 | Gościnnie         |
| -- | ------------------------- | ---- | ------------------------- | ----------------- |
| 1  | "Intro"                   | 1:28 | Big Shy                   |                   |
| 2  | "What Cha Day About"      | 4:03 | Qur'an Goodman            | Ali Vegas         |
| 3  | "I Don't Give A Fuck"     | 3:36 | Chop D.I.E.S.E.L.         |                   |
| 4  | "At Night"                | 3:53 | Chop D.I.E.S.E.L.         |                   |
| 5  | "AZ's Back"               | 3:35 | Tank                      |                   |
| 6  | "Problems"                | 4:08 | Chop D.I.E.S.E.L.         |                   |
| 7  | "Everything's Everything" | 4:36 | DJ Eddie F, Darren Lighty | Joe               |
| 8  | "That's Real"             | 4:19 | Bink Dogg                 | Beanie Sigel      |
| 9  | "What Y'all Niggas Want"  | 3:30 | Foxy Brown                | Chop D.I.E.S.E.L. |
| 10 | "Let's Toast"             | 3:59 | Mahogany Music            |                   |
| 11 | "How Many Wanna"          | 3:52 | Miller Time               | Amil              |
| 12 | "Love Me"                 | 3:42 | DR Period                 |                   |
| 13 | "Quiet Money TBS"         | 4:56 | Tydro, Ty Fyffe           |                   |
| 14 | "Outro"                   | 0:40 | Big Shy                   |                   |